# George Washington Williams

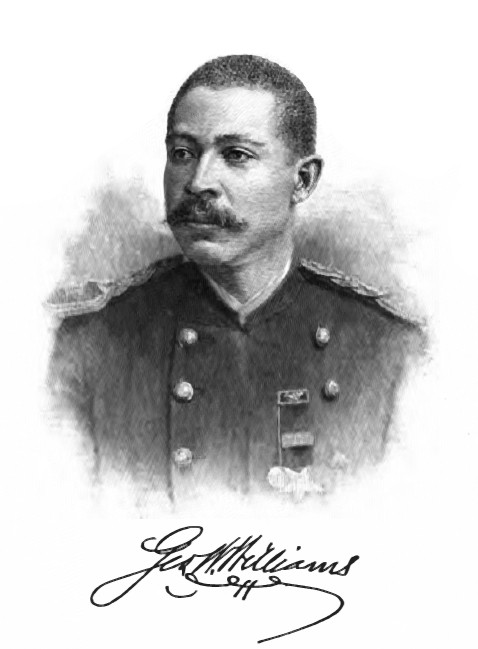
George W. Williams

George Washington Williams, född 16 oktober 1849 i Bedford Springs i Pennsylvania, död 2 augusti 1891 i Blackpool i England, var en veteran från Amerikanska inbördeskriget, präst, politiker och historiker.
Strax före sin död reste Williams till kung Leopold II:s Kongostaten. Hans öppna brev till Leopold om de lidanden områdets innevånare utstod under Leopolds agenter bidrog till att vända den europeiska och amerikanska opinionen mot den regim som styrde landet.

## Deltagande i Amerikanska inbördeskriget
Efter en begränsad utbildning enrollerades Williams i nordstatsarmén vid 14 års ålder och deltog i inbördeskrigets avslutande slag. Han sårades åtminstone två gånger.

## Tjänst i Mexiko
Senare reste han till Mexiko och anslöt sig till den republikanska armén under general Espinosa. Han fick fullmakt som löjtnant, lärde sig lite spanska och fick ett rykte som en god skytt. År 1867 återvände han till USA.

## Tjänst i amerikanska kavalleriet
I hemlandet tog han värvning för en femårsperiod i armén. Han sårades 1868, när han befann sig på indianterritorium och förblev under sjukhusvård till sitt avsked.

## Utbildning och tjänst som baptistpräst
Efter att nu ha återgått till det civila, började han utbilda sig, först vid Howard University, sedan, från 1870, vid Newton Theological Institution. Williams var den förste afroamerikan som tog examen från Newton, vilket han gjorde 1874.
Efter avslutad utbildning blev han baptistpräst och tjänade vid flera pastorat. Senare studerade han juridik i Ohio och blev även den förste afroamerikan som invaldes i Ohios lagstiftande församling mellan 1880 och 1881.

## Tilltänkt diplomat
År 1885 utnämndes Williams till sändebud till Haiti, men han kom inte att tjänstgöra i denna roll.

## Kongostaten
År 1889 fick Williams en informell audiens hos kung Leopold II av Belgien. Han föreslog Leopold en plan som gick ut på att skicka unga svarta amerikaner till Kongo som lärare och arbetare för att ge den lokala befolkningen förebilder på vad människor av afrikansk härkomst kan åstadkomma. Vid denna tid var Kongostaten kungens privata egendom. Trots kungens invändningar reste Williams till Centralafrika för att undersöka förhållandena där själv. Denna resa resulterade i ett öppet brev till kung Leopold, daterat Stanley Falls 18 juli 1890. I detta brev fördömde han den brutala och omänskliga behandling kongoleserna utsattes för av kolonisatörerna. Han berörde Henry Morton Stanleys roll i behandlingen av afrikanerna. Williams påminde kungen att de brott som begicks, alla begicks i hans namn och därigenom gjorde honom lika skyldig som de som utförde gärningarna. Han vände sig till den tidens internationella samfund för att sammankalla en internationell kommission som i Mänsklighetens namn skulle undersöka de anklagelser han framställde i brevet.
I boken Kung Leopolds vålnad av Adam Hochschild behandlas hans anklagelser och den reaktion de gav upphov till.
Williams dog i England på återresan från Kongo och begravdes i Blackpool.

### Periodika
- The Commoner, en månatlig tidskrift, publicerad i Washington DC

### Tal
- The American Negro, from 1776 to 1876; oration 1876

- The negro as a political problem. Oration, 1884

### Böcker
- History of the negro race in America from 1619 to 1880. cirka 1882
- A history of the Negro troops in the War of the Rebellion, 1861-1865 1888